# S.W.I.N.E.
A S.W.I.N.E. (angolul Strategic Warfare In a Nifty Environment, magyar fordításban Stratégiai Hadviselés Remek Környezetben) egy valós idejű stratégiai játék. A játékos kiválaszthatja, hogy a brutálisan hódító disznók vagy a pacifista nyulak szerepében játszik, és küldetések sorozatában próbálhatja ki magát. Sok egységgel harcolhatunk, mint például a mozsár, löveg, és a tank. Van a játékban tíz multiplayer térkép, többféle játékmóddal, mint például a Megszerezni a zászlót (Capture the flag) és a Harc a végsőkig (Deathmatch). 2005-ben a S.W.I.N.E.-t ingyenesen letölthetővé tette a fejlesztője, Stormregion. A GameSpy leállása miatt a multiplayer már nem elérhető. Azonban néhány lelkes játékosnak köszönhetően a Qtracker szerverkereső üzemeltetett egy új szervert a játék számára.
2019 tavaszán a Stormregion régi fejlesztőiből összejött Kite Games megjelentette a játék felújított változatát S.W.I.N.E. HD Remaster néven.

## Játékmenet
Mint a többi valós idejű stratégiai játék, a S.W.I.N.E. is a harc taktikai szempontjaira fókuszál. Itt nincs építkezés vagy nyersanyag gyűjtögetés. Viszont a játékos kap egy megadott mennyiségű SP-t (Stratégiai Pont) minden teljesített küldetés után, és ezek a pontok használhatóak arra is, hogy új egységeket tudjunk venni vagy arra, hogy aktiválhassunk néhány speciális képességet, amiket az egyes egységek hajtanak végre a harc közben (pl. légitámadás). Küldetésekben és az úgy beállított multiplayer szobákban is engedélyezett, hogy egységeket vegyünk harc közben. Az egységek nem kerülnek azonnal a pályára. Vásárlás után egy folyamatosan felszálló zöld füstfelhő jelzi a szállító helikopternek, hogy hova tegye a kért egységet.
Az alapok könnyen elsajátíthatóak a játék főmenüjében lévő Oktató pálya menüpont alatt.
Mint a többi 3D stratégiai játéknál, itt is tud a játékos közelíteni, távolítani és forogni a kamerával. Egy-egy egység kiválasztásakor véletlenszerű rövid, de vicces mondatot közöl velünk az időtől, a terep típusától vagy a jelenlegi életerejétől függően.
Minden egyes egységnek megvan a saját speciális képességhatára és erőssége. A páncélautók nagyszerűek felfedezésre vagy csalogatni az ellenséget, és ez az egyetlen egység, amely képes a vízben is úszni, de kicsi a tűzereje, szóval nem sokáig húzza ki a csapat élvonalán, viszont a tankok ennek ellenére jó védők és támadók is egyben (ami a lőtáv méretével nő) sebezhetőbbek azon egységek ellen, melyeknek nagyobb látótávolságuk van.
A nyúl küldetések a disznók támadásait mutatják, miközben Répafalva megpróbálja elvágni a D.N.H. utánpótlási vonalait, míg a disznó küldetések a behatolás készületeit mutatják be. A disznó küldetések a profibb játékosokat célozzák meg, és a nyúl verzióval összevetve nagyobb nehézségi szintjük van.
Egy különleges és innovatív funkciója a játék motorjának az, hogy képes megmutatni az egység minimális és maximális lőtávját is egy egységnek pontozott vonallal az egység körül. Ezek a vonalak teljesen alkalmazkodnak mind terephez, mind a pálya elemeihez és piros vonallal a minimális, sárga vonallal a maximális lőtávot mutatja. Nyilvánvaló, hogy ez az eszköz volt a felváltva 'lépős' stratégiai játékok világában az első ilyen kivitelezés a valós idejű stratégiai játékoknál. Ez a funkció növeli a játékélményt, és egy védjegyes funkciója a Stormregion fejlesztők Codename: Panzers sorozata.

## Játékmódok
Egyjátékos mód:
- Nyúl küldetések
- Disznó küldetések

Többjátékos mód:
- internetes játék (Qtracker-en)
- internetes játék (IP-cím alapján)
- helyi hálózatos játék

## Történet
Július 26-án a disznó köztársaság megbukik. Acélagyar Tábornok magához ragadja a hatalmat. Augusztus 3-án a D.N.H. (Disznó Nemzeti Hadsereg) acélagyar tábornok parancsára minden figyelmeztetés nélkül átlépi a határt, és mélyen benyomulva Répaföld területére alig két hét leforgása alatt szinte az egész országot a földdel teszi egyenlővé. A főváros blokád alatt áll. A hihetetlen nyomás következtében a hadsereg a tizedére zsugorodott. A városok és falvak elnéptelenedtek. Hiába az elszánt védekezés, a kis létszámú hadsereg képtelen feltartani a tömérdek disznót. A kormány és a vezérkar kétségbeesésében a következő döntést hozza: mivel acélagyar hadigépezetét képtelenség frontális ütközetből leküzdeni, ezért cselhez kell folyamodni. A maradék tartalék erőből létre kell hozni egy olyan ütőképes csapatot, amely képes nagyobb veszteségek nélkül az ellenség 'hátába' kerülni úgy, hogy az minden lehetséges utánpótlásától, hadiipari létesítményétől megfossza. Már csak egy fiatal, tehetséges tisztet kell találni, aki képes ezt a tervet végrehajtani.

## Fordítás
Ez a szócikk részben vagy egészben  a   S.W.I.N.E. című angol Wikipédia-szócikk fordításán alapul.  Az eredeti cikk szerkesztőit annak laptörténete sorolja fel. Ez a jelzés csupán a megfogalmazás eredetét és a szerzői jogokat jelzi, nem szolgál a cikkben szereplő információk forrásmegjelöléseként.